# Галан (король пиктов)
Галан Эрилих — король пиктов в VI веке.

## Биография
Согласно Хронике пиктов правил пятнадцать лет между Дрестом II и совместным правлением Дреста III и Дреста IV.